# Malformacje móżdżku
Malformacje móżdżku – grupa zaburzeń rozwojowych dotyczących móżdżku. Podział tych wad jest skomplikowany i różni autorzy podają różne klasyfikacje. 
Przykładowy podział:
- całkowita aplazja móżdżku
- zróżnicowanie krawędzi móżdżku przy krawędzi czwartej komory
- całkowita (globalna) hipoplazja móżdżku
  - typ z niedoborem komórek ziarnistych (granuloprival type)
  - typ z niedoborem wszystkich komórek móżdżkowych
  - typ skojarzony z agenezją śródmózgowia i tyłomózgowia wtórnego
- strzałkowa szczelina robaka (rhombencephalschisis)
- aplazja robaka i niepołączone półkule móżdżku
  - zespół Joubert
  - zespół Dandy’ego-Walkera
  - aplazja robaka tylnego nie związana z zespołem Jouberta ani Dandy’ego-Walkera
- aplazja robaka z połączeniem półkul móżdżku (rhombencephalosynapsis)
- malformacja Chiariego
- hipoplazja półkul móżdżku bez zmian w robaku móżdżku
- hipoplazja jednej półkuli móżdżku
- ogniskowe dysplazje kory móżdżku
- macrocerebellum
- macrohemicerebellum
- choroba Lhermitte’a-Duclos